# Cryptophyllium celebicum
Cryptophyllium celebicum (Syn.: Phyllium celebicum) ist eine Gespenstschrecke aus der Familie der Wandelnden Blätter (Phylliidae). Die seit den 1990er Jahren unter dem Namen Phyllium celebicum in den Terrarien der Liebhaber gezüchteten Tiere, wurden im Jahr 2009 durch Frank H. Hennemann et al. als Phyllium westwoodii (gültiger Name Cryptophyllium westwoodii) identifiziert. In der gleichen Arbeit wurde der echte Cryptophyllium celebicum (damals als Phyllium celebicum) vorgestellt, welcher seitdem ebenfalls in Zucht ist.

## Systematik
Bei dem von Wilhem de Haan beschriebenen Holotypus soll es sich um ein Weibchen aus dem Norden von Sulawesi handeln. Das Artepitheton bezieht sich auf den ursprünglichen Fundort, also die ehemals als Celebes bezeichnete Insel Sulawesi. Der Holotypus, welcher im Naturalis in Leiden hinterlegt sein soll, konnte von Hennemann et al. nicht aufgespürt werden. Stattdessen wurde ein ebenfalls von de Haan auf der Insel Ambon gesammeltes und von Karl Brunner-von Wattenwyl bestimmtes Weibchen aus der Sammlung der Humboldt-Universität zu Berlin für die der besagten Veröffentlichung zugrunde liegenden Untersuchungen herangezogen. Hennemann et al. schlagen vor die Gattung Phyllium in ihrem damaligen Umfang unterhalb der Untergattungen in Artengruppen einzuteilen. Cryptophyllium celebicum wurde dabei als namensgebend für die celebicum-Artengruppe vorgeschlagen. Die meisten Arten dieser, durch weitere Arten ergänzten Gruppe wurden unter anderem aufgrund von genetischen Untersuchungen und wegen bestimmter morphologischer Unterschiede 2021 von Royce T. Cumming at al. in die neu errichtete Gattung Cryptophyllium überführt, als deren Typusart Cryptophyllium celebicum festgelegt wurde. Außerdem wurde von Cumming at al. der zeitweise verschollene weibliche Holotypus im Naturalis in Leiden wieder aufgefunden.

## Merkmale
Die Weibchen erreichen eine Körperlänge von 75 bis 92 Millimetern. Die Männchen bleiben mit etwa 62 Millimetern deutlich kleiner. Die Farbe der Tiere kann von grün über gelb und orange bis blass braun variieren. Auf dem Körper und den Beinen kann eine mehr oder weniger intensive braune Fleckenzeichnung oder Marmorierung zu finden sein. Wie bei allen Wandelnden Blättern imitierten die als Tegmina ausgebildeten Vorderflügel der adulten Weibchen Laubblätter inklusive deren Blattadern, was zu einer perfekten Phytomimese beiträgt. Wie die meisten diesbezüglich untersuchten Weibchen der Gattung haben auch die dieser Art teilweise entwickelte, häutige Hinterflügel (Alae). Sie sind bei Cryptophyllium celebicum gut halb so lang wie die sie bedeckenden Vorderflügel, während die Alae von Cryptophyllium westwoodii gut zwei Drittel bis mehr als drei Viertel der Tegminalänge erreichen. Die adulten Männchen haben voll entwickelte Hinterflügel, durch die sie zu kurzen Flügen fähig sind. Die kürzeren Vorderflügel bedecken diese zu gut einem Drittel. Anders als bei den Männchen von Cryptophyllium westwoodii ist ihr Abdomen nicht durch annähernd ovale Hinterleibsränder schmal lanzettförmig, sondern durch die fast gerade verlaufenden Ränder des fünften und sechsten Hinterleibssegmentes in diesem Bereich annähernd parallelrandig.

## Vorkommen
Die Art kommt lediglich auf den indonesischen Inseln Sulawesi und Peleng vor. Abweichende Fundorte werden anderen ähnlichen Arten der Gattung zugeordnet.

## Haltung im Terrarium
Seit Ende der 1990er Jahre befinden sich aus Thailand stammende Tiere in Zucht, die zunächst für Cryptophyllium celebicum gehalten wurden. Diese von der Phasmid Study Group unter der PSG-Nummer 128 geführten Wandelnden Blätter wurden jedoch im Rahmen der von Hennemann et al. im Jahr 2009 durchgeführten Revision der Gattung als Cryptophyllium westwoodii bestimmt. Somit beziehen sich alle bis 2009 veröffentlichten Haltungsberichte nicht auf Cryptophyllium celebicum, sondern beschreiben die Haltung und Zucht von Cryptophyllium westwoodii. Der für die Revision verwendete Stamm von Cryptophyllium celebicum geht auf Tiere zurück, die im Jahr 2008 im Süden Sulawesis gesammelt wurden. Da auch dieser Stamm seither in Zucht ist und damit sowohl Cryptophyllium celebicum, als auch Cryptophyllium westwoodii gehalten werden, bestehen für die Liebhaber häufig größere Schwierigkeiten bei der Bestimmung der tatsächlich gehaltenen Art.